# Zastupitelský klub Pirátů v ZHMP (2018)

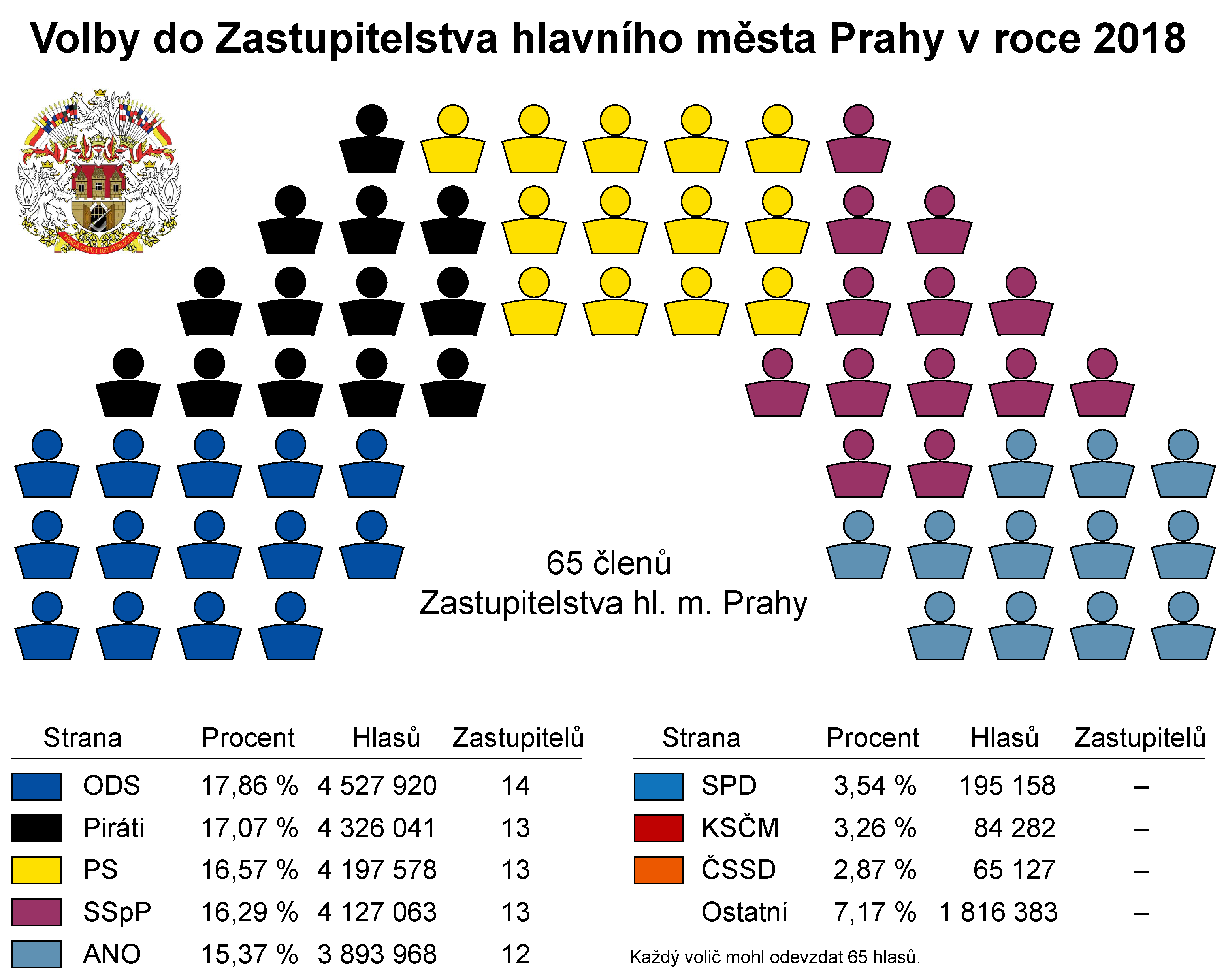
V Zastupitelstvu hl. m. Prahy mají Piráti 13 členů

Zastupitelský klub Pirátů v ZHMP má Česká pirátská strana po obecních volbách v říjnu 2018 13 mandátů v pětašedesátičlenném pražském zastupitelstvu.
Již v den ukončení voleb ustanovili Piráti svůj zastupitelský klub, jehož předsedou se stal Adam Zábranský a místopředsedy Michaela Krausová, dosavadní zastupitel Viktor Mahrik a Vít Šimral. V lednu 2019 nahradila ve funkci předsedkyně zastupitelského klubu Adama Zábranského Michaela Krausová. Tu pak v říjnu 2019 vystřídal v čele klubu Viktor Mahrik.
Kvůli proklamovanému boji proti kumulaci funkcí rezignovali na svůj zastupitelský mandát na jednání zastupitelstva 25. dubna 2019 Daniel Mazur a Tibor Vansa, kteří současně vykonávali uvolněné funkce v jiných městských částech. Později na svůj mandát z podobných důvodů také Jiří Dohnal, Pavel Hájek a Jana Komrsková.

## Aktuální složení klubu
Jména jsou platná k 15. 11. 2021

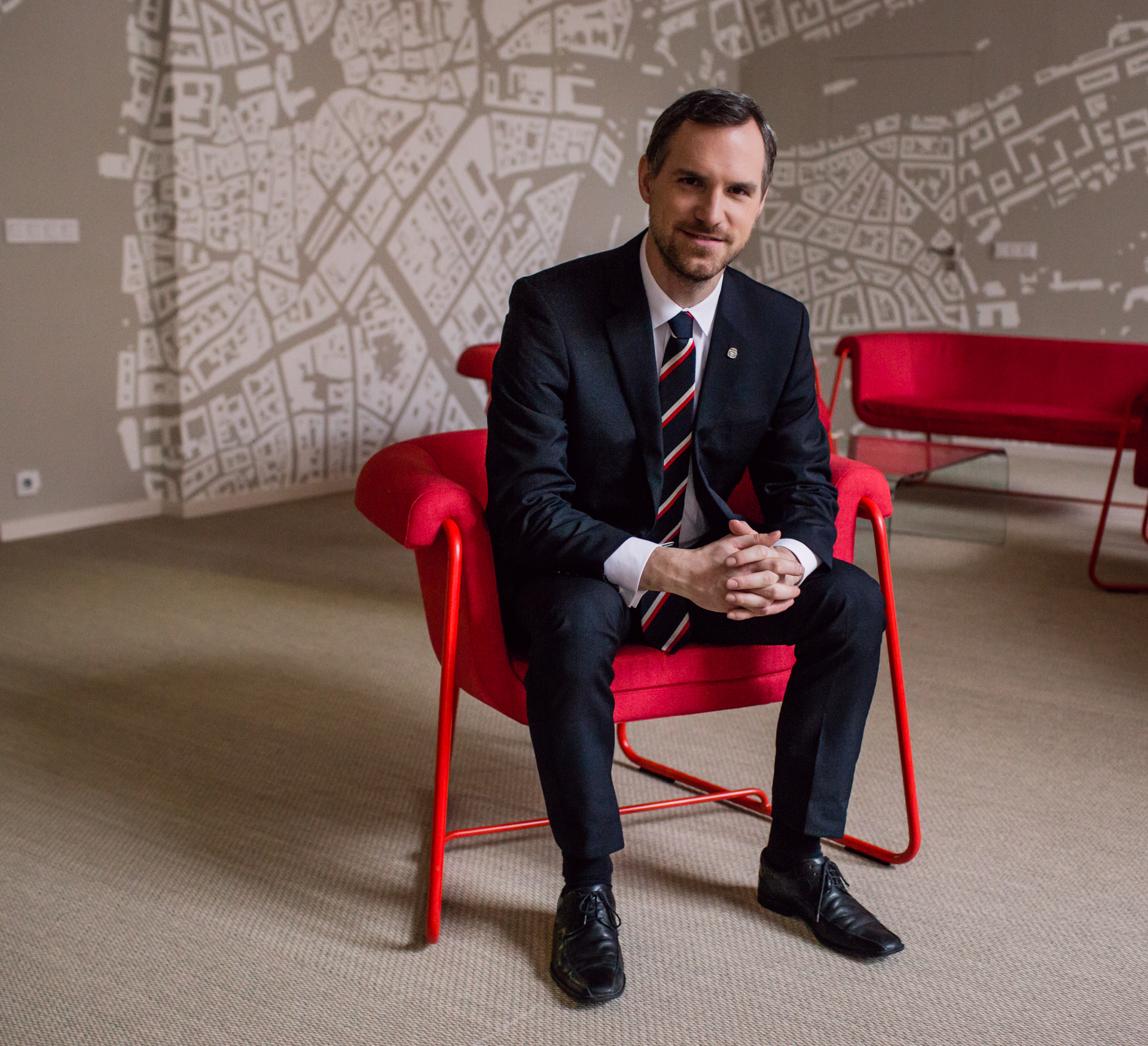
Pražský primátor Zdeněk Hřib v roce 2019

- Zdeněk Hřib – primátor hl. m. Prahy
- Adam Zábranský – radní
- Viktor Mahrik – zastupitel, předseda klubu
- Vít Šimral – radní
- Michaela Krausová – zastupitelka
- Eva Horáková – zastupitelka
- Tomáš Murňák – zastupitel
- Jaromír Beránek – zastupitel
- Ondřej Kallasch – zastupitel
- Ladislav Kos ml. – zastupitel
- Martin Arden – zastupitel
- Aneta Heidlová – zastupitelka
- Jan Hora – zastupitel

rezignovali
- Daniel Mazur
- Tibor Vansa
- Pavel Hájek
- Jana Komrsková